# Eric Wilson (giocatore di football americano 1994)
Eric André Wilson (Cleveland, 26 settembre 1994) è un giocatore di football americano statunitense che milita nel ruolo di linebacker per i Green Bay Packers della National Football League (NFL).

## Carriera

### Minnesota Vikings
Wilson firmò con i Minnesota Vikings il 1º maggio 2017 dopo non essere stato scelto nel Draft. Mise a segno il suo primo sack nella settimana11 della stagione 2018 contro i Chicago Bears sul quarterback Mitchell Trubisky.
Nella settimana 3 della stagione 2019 contro gli Oakland Raiders, Wilson mise a segno due sack su Derek Carr nella vittoria per 34–1. Nella settimana 17 contro i Chicago Bears guidò la squadra con 12 tackle e mise a referto un sack su Trubisky nella sconfitta per 21–19.
L’8 maggio 2020 Wilson firmò un nuovo contratto di un anno con i VIkings. Nel secondo turno contro gli  Indianapolis Colts mise a segno il suo primo intercetto in carriera su Philip Rivers nella sconfitta 28–11. Nella settimana 5 contro i Seattle Seahawks nel Sunday Night Football, Wilson mise a segno un sack e intercettò un passaggio di Russell Wilson nella sconfitta per 27–26. Nella settimana 8 contro i Green Bay Packers recuperò un fumble forzato dal compagno D.J. Wonnum su Aaron Rodgers nel finale del quarto periodo, sigillando la vittoria per 28–22.

### Philadelphia Eagles
Wilson firmò un contratto di un anno con i Philadelphia Eagles il 14 aprile 2021. Fu nominato middle linebacker titolare accanto a T.J. Edwards. Giocò come titolare due gare su sette prima di venire svincolato il 3 novembre 2021.

### Houston Texans
Il 4 novembre 2021 Wilson firmò con gli Houston Texans.

### New Orleans Saints
Il 16 maggio 2022 Wilson firmò con i New Orleans Saints. Fu svincolato il 30 agosto 2022 e firmò con la squadra di allenamento il giorno successivo.

### Green Bay Packers
Il 4 ottobre 2022 Wilson firmò con i Green Bay Packers. Il 16 ottobre bloccò un punt di Braden Mann nella settimana 6 contro i New York Jets. Il 25 marzo 2023 Wilson rifirmò con i Packers. Il 20 gennaio recuperò un fumble nel secondo turno di playoff contro i San Francisco 49ers.